# IRT Lexington Avenue Line
La ligne IRT Lexington Avenue, dite aussi ligne East Side, est une ligne (au sens de tronçon du réseau) souterraine du métro de New York qui dessert l'arrondissement de Manhattan. Issue de l'ancien réseau de l'Interborough Rapid Transit Company (IRT), elle constitue avec l'IRT Broadway-Seventh Avenue Line (West Side Line) l'une des deux plus anciennes lignes souterraines du réseau. D'un point de vue technique, elle fait aujourd'hui partie de la Division A. Elle constitue en outre l'une des lignes principales (trunk lines) du réseau qui donnent leur couleur (en l’occurrence le vert) aux dessertes (services) qui les empruntent, à la fois dans Manhattan et en dehors. La ligne, dont une partie a été inaugurée en 1904 fut achevée en 1918, et comporte aujourd'hui 27 stations, dont 23 sont exploitées. Elle tire son nom du fait que la plupart de son tracé est situé en dessous de la Lexington Avenue et est empruntée par les rames des services ligne 4, ligne 5, ligne 6 et <6>.
La Lexington Avenue Line comporte quatre voies sur l'ensemble de son tracé, et constitue l'une des lignes les plus fréquentées du réseau. En particulier, elle est la seule ligne desservant directement l’Upper East Side et East Midtown à Manhattan. Sur la base des chiffres 2004, elle était même la ligne la plus fréquentée des États-Unis, sa moyenne de 1,3 million d’usagers quotidiens étant à elle seule « supérieure au nombre total de passagers des systèmes de transit tout entiers de San Francisco et de Boston ». La construction du Second Avenue Subway en dessous de la Deuxième Avenue, qui devrait ouvrir en 2016 devrait permettre de réduire le volume de voyageurs sur la Lexington Avenue Line.

## Histoire

### 1900-1908: Contrat 1 et Contrat 2 sur laManhattan Main Line
À l'instar d'une partie de la Broadway-Seventh Avenue Line, l'un des segments de la Lexington Avenue Line faisait partie de la toute première ligne souterraine du réseau. Ainsi, la section de la ligne entre la station de City Hall et la 42e Rue fut inaugurée le 27 octobre 1904. Une extension vers le sud jusqu'à Fulton Street fut mise en service le 16 janvier 1905 à 00h01, et la station suivante de Wall Street ouvrit quant à elle le 12 juin de la même année. La station de South Ferry qui constituait le terminus sud de la ligne approuvée dans le cadre du « Contrat 1 » de 1900 ouvrit quant à elle le 9 juillet 1905 à 23h59. Cela marqua l'achèvement de la Manhattan Main Line (quelques mois avant la mise en service de l'extension de l'IRT White Plains Road Line vers West Farms dans le Bronx). Le 9 janvier 1908, les premiers trains furent envoyés dans l'arrondissement de Brooklyn via le Joralemon Street Tunnel à environ 00h45, inaugurant ainsi la nouvelle liaison vers Brooklyn approuvée dans le cadre du « Contrat 2 » signé entre l'IRT nouvellement créée de August Belmont et la ville en juin 1902.

### 1910-1913: Du projet deBroadway-Seventh Avenue LineauxDual Contracts
En 1907, une nouvelle agence gouvernementale baptisée New York Public Service Commission fut créée pour gérer les services collectifs de la ville de New York. L'un des premiers travaux sur lesquels la nouvelle entité travailla fut le développement d'une nouvelle ligne de métro, baptisée Broadway-Seventh Avenue Line dont le tracé fut approuvé le 30 décembre. Cette ligne devait constituer l'artère centrale du « Dual System » (Double réseau) que la ville souhaitait développer autour des deux opérateurs privés de l'époque, l'IRT et la BRT. Ce projet de réseau conduisit finalement à l'adoption des Dual Contracts en 1913. En particulier, la construction de la nouvelle ligne devait être partagée entre l'IRT (sur le segment situé au nord de la 42e rue le long de Lexington Avenue) et la BRT (pour la partie sud de la ligne entre Battery Park et la 42e rue, en passant notamment sous Church Street (sur un segment qui fut par la suite construit sur la BMT Broadway Line). Ainsi, dans les plans originaux de ce qui devint le prolongement de la Lexington Line au nord de la 42e Rue (alors que la Manhattan Main Line empruntait l'actuelle Lexington Avenue Line au sud, la 42nd Street Line sur un axe est-ouest, puis la Broadway-Seventh Avenue Line au nord) la ligne devait continuer vers le sud au travers de Irving Place (dans un segment qui fait aujourd'hui partie de la BMT Broadway Line) en passant sous Ninth Street puis Broadway. En d'autres termes, le segment de la ligne situé au sud de la 42e rue ne devait à la base pas constituer le prolongement du nouveau segment au nord de la 42e, mais un raccordement avec une nouvelle ligne baptisée Broadway-Lexington Avenue Subway.
Cependant, le 21 juillet 1911, avant que la répartition des tronçons de la nouvelle ligne entre la BRT et l'IRT ne soit arrêtée, la ville octroya un autre contrat de construction pour un segment entre située sous Lexington Avenue entre la 26e rue et la 40e rue, baptisé Section 6. L'entreprise qui remporta le contrat, Bradley Contracting Company commença ainsi les travaux sur le segment, mais le 26 avril 1912, la ville ordonna la fin du chantier, après une décision de ne pas faire passer la ligne par ce segment. Les travaux ne furent jamais continués depuis. Au moment où la ville prit cette décision, un projet alternatif proposé le 5 juin 1911 fut adopté, après que l'IRT se fût retirée du projet, laissant à la Brooklyn Rapid Transit Company (BRT) la charge des opérations sur Lexington Avenue. Les travaux sur la ligne actuelle commencèrent le 31 juillet 1911, sous la forme d'une douzaine de contrats différents répartis entre plusieurs entreprises. Cependant, le 27 février 1912, l'IRT soumit une offre pour ce qui devint une composante des Dual Contracts, et les Dual Contracts fixèrent les conditions de construction de la East Side Line grâce à un prolongement de la Manhattan Main Line au nord de la 42e rue sous Lexington Avenue (future Lexington Line), et de la West End Line grâce à un prolongement de la Manhattan Main Line au sud de la 42e rue en passant sous la Septième Avenue (future Broadway-Seventh Avenue Line).

### 1913-1918: Prolongement de la ligne et «réseau en H»
Le reste de la ligne, au nord de la 125e rue ouvrit le 17 juillet 1918. Cependant, jusqu'au soir du 1er août 1918, la section ne fonctionnait que comme une navette (shuttle) en utilisant uniquement les voies omnibus et avec deux terminus situés sur la 42e rue et la 167e rue, au raccordement avec l'IRT Jerome Avenue Line (où il existait également un raccordement avec l'IRT Ninth Avenue Line). Le 1er août, le schéma de desserte fut modifié et la Lexington Avenue Line devint une ligne régulière s'arrêtant à toutes les stations. Au même moment, l'IRT Broadway-Seventh Avenue Line devint également une ligne régulière et l'IRT 42nd Street Shuttle entra en service comme liaison entre les deux lignes. Le 1er août 1918, le nouveau « réseau en H » (dont le 42nd Street Shuttle constituait la barre centrale) fut inauguré par le maire John Hylan en envoyant les premiers trains au sud de Times Square – 42nd Street via le nouveau segment de la Seventh Avenue Line. Le 1er août, la première section de l'IRT Pelham Line fut également ouverte jusqu'à Third Avenue – 138th Street.

## Infrastructure
| | Station                                                                                           | Voies                                                                                             | Dessertes                                                                                         | Ouverture                                                                                         | Correspondances |
| Raccordement avec l'IRT Jerome Avenue Line (métros 4 et 5) et l'IRT Pelham Line (métros 6 et <6>)                                     | Raccordement avec l'IRT Jerome Avenue Line (métros 4 et 5) et l'IRT Pelham Line (métros 6 et <6>) | Raccordement avec l'IRT Jerome Avenue Line (métros 4 et 5) et l'IRT Pelham Line (métros 6 et <6>) | Raccordement avec l'IRT Jerome Avenue Line (métros 4 et 5) et l'IRT Pelham Line (métros 6 et <6>) | Raccordement avec l'IRT Jerome Avenue Line (métros 4 et 5) et l'IRT Pelham Line (métros 6 et <6>) | Raccordement avec l'IRT Jerome Avenue Line (métros 4 et 5) et l'IRT Pelham Line (métros 6 et <6>)                                                    |
| Lexington Avenue Tunnel | Lexington Avenue Tunnel                                                                           | Lexington Avenue Tunnel                                                                           | Lexington Avenue Tunnel                                                                           | Lexington Avenue Tunnel                                                                           | Lexington Avenue Tunnel |
| --- | ------------------------------------------------------------------------------------------------- | ------------------------------------------------------------------------------------------------- | ------------------------------------------------------------------------------------------------- | ------------------------------------------------------------------------------------------------- | --- |
| | 125th Street                                                                                      | Express et omnibus                                                                                | (4) · (5) · (6) · (<6>)                                                                           | 17 juillet 1918                                                                                   | Metro-North Railroad à Harlem–125th Street |
| | 116th Street                                                                                      | Omnibus                                                                                           | (4) · (6) · (<6>)                                                                                 | 17 juillet 1918                                                                                   | |
| | 110th Street                                                                                      | Omnibus                                                                                           | (4) · (6) · (<6>)                                                                                 | 17 juillet 1918                                                                                   | |
| | 103rd Street                                                                                      | Omnibus                                                                                           | (4) · (6) · (<6>)                                                                                 | 17 juillet 1918                                                                                   | |
| | 96th Street                                                                                       | Omnibus                                                                                           | (4) · (6) · (<6>)                                                                                 | 17 juillet 1918                                                                                   | |
| | 86th Street                                                                                       | Express et omnibus                                                                                | (4) · (5) · (6) · (<6>)                                                                           | 17 juillet 1918                                                                                   | |
| | 77th Street                                                                                       | Omnibus                                                                                           | (4) · (6) · (<6>)                                                                                 | 17 juillet 1918                                                                                   | |
| | 68th Street-Hunter College                                                                        | Omnibus                                                                                           | (4) · (6) · (<6>)                                                                                 | 17 juillet 1918                                                                                   | |
| | Lexington Avenue / 59th Street                                                                    | Express et omnibus                                                                                | (4) · (5) · (6) · (<6>)                                                                           | 17 juillet 1918. 1962 (voies express)                                                             | BMT Broadway Line () à Lexington Avenue / 59th Street 63rd Street Line () à Lexington Avenue – 63rd Street (avec MetroCard) Roosevelt Island Tramway |
| | Lexington Avenue / 51st – 53rd Streets                                                            | Omnibus                                                                                           | (4) · (6) · (<6>)                                                                                 | 17 juillet 1918                                                                                   | IND Queens Boulevard Line () à Lexington Avenue / 51st – 53rd Streets                                                                                |
| | Grand Central – 42nd Street                                                                       | Express et omnibus                                                                                | (4) · (5) · (6) · (<6>)                                                                           | 17 juillet 1918                                                                                   | IRT Flushing Line () IRT 42nd Street Shuttle () Metro-North Railroad                                                                                 |
| Raccordement aux voies de l'IRT 42nd Street Shuttle (non utilisé)                                                                     |                                                                                                   |                                                                                                   |                                                                                                   |                                                                                                   | |
| | 33rd Street                                                                                       | Omnibus                                                                                           | (4) · (6) · (<6>)                                                                                 | 27 octobre 1904                                                                                   | |
| | 28th Street                                                                                       | Omnibus                                                                                           | (4) · (6) · (<6>)                                                                                 | 27 octobre 1904                                                                                   | |
| | 23rd Street                                                                                       | Omnibus                                                                                           | (4) · (6) · (<6>)                                                                                 | 27 octobre 1904                                                                                   | |
| | 14th Street-Union Square                                                                          | Express et omnibus                                                                                | (4) · (5) · (6) · (<6>)                                                                           | 27 octobre 1904                                                                                   | BMT Canarsie Line () BMT Broadway Line () |
| | Astor Place-Cooper Union                                                                          | Omnibus                                                                                           | (4) · (6) · (<6>)                                                                                 | 27 octobre 1904                                                                                   | |
| | Bleecker Street / Broadway – Lafayette Street                                                     | Omnibus                                                                                           | (4) · (6) · (<6>)                                                                                 | 27 octobre 1904                                                                                   | IND Sixth Avenue Line () à Broadway – Lafayette Street                                                                                               |
| | Spring Street                                                                                     | Omnibus                                                                                           | (4) · (6) · (<6>)                                                                                 | 27 octobre 1904                                                                                   | |
| | Canal Street                                                                                      | Omnibus                                                                                           | (4) · (6) · (<6>)                                                                                 | 27 octobre 1904                                                                                   | BMT Broadway Line () BMT Nassau Street Line () |
| | Worth Street                                                                                      | Omnibus                                                                                           |                                                                                                   | 27 octobre 1904                                                                                   | Fermée le 1er septembre 1962 |
| | Brooklyn Bridge – City Hall / Chambers Street                                                     | Express et omnibus                                                                                | (4) · (5) · (6) · (<6>)                                                                           | 27 octobre 1904                                                                                   | BMT Nassau Street Line () à Chambers Street |
| |                                                                                                   |                                                                                                   |                                                                                                   |                                                                                                   | |
| Les voies express et les voies omnibus se séparent (desserte raccourcie pour les métros 6 et <6>)                                     |                                                                                                   |                                                                                                   |                                                                                                   |                                                                                                   | |
| | City Hall                                                                                         | Boucle                                                                                            |                                                                                                   | 27 octobre 1904                                                                                   | Fermée le 31 décembre 1945. Toujours utilisée par les métros omnibus pour faire demi-tour                                                            |
| |                                                                                                   |                                                                                                   |                                                                                                   |                                                                                                   | |
| Les voies express continuent (métros 4 et 5)                                                                                          |                                                                                                   |                                                                                                   |                                                                                                   |                                                                                                   | |
| | Fulton Street                                                                                     | Omnibus                                                                                           | (4) · (5)                                                                                         | 16 janvier 1905                                                                                   | IRT Broadway-Seventh Avenue Line () IND Eighth Avenue Line () BMT Nassau Street Line () PATH à World Trade Center                                    |
| | Wall Street                                                                                       | Omnibus                                                                                           | (4) · (5)                                                                                         | 12 juin 1905                                                                                      | |
| | Bowling Green                                                                                     | Omnibus                                                                                           | (4) · (5)                                                                                         | 10 juillet 1905                                                                                   | Ferry de Staten Island |
| Les voies continuent vers Brooklyn via le Joralemon Street Tunnel (métros 4 et 5) avec un raccordement sur l'IRT Eastern Parkway Line |                                                                                                   |                                                                                                   |                                                                                                   |                                                                                                   | |
| |                                                                                                   |                                                                                                   |                                                                                                   |                                                                                                   | |
| En semaine pendant les heures de pointe, desserte raccourcie pour les métros 5                                                        |                                                                                                   |                                                                                                   |                                                                                                   |                                                                                                   | |
| | South Ferry                                                                                       | Omnibus                                                                                           | (4) · (5)                                                                                         | 10 juillet 1905                                                                                   | Demi-tour des trains, mais pas d'arrêt à la station                                                                                                  |

## Exploitation
Le service ligne 4 fonctionne 24/7 en express sur l'ensemble du tracé entre la station de 125th Street à Harlem et Bowling Green dans le Financial District. La desserte 5 circule également en express sur le même circuit, sauf la nuit (late nights). Les dessertes 6 et <6> sont quant à elles omnibus entre 125th Street et Brooklyn Bridge – City Hall, la desserte <6> fonctionnant uniquement pendant les heures de pointe et dans la direction la plus encombrée (en direction de Manhattan le matin, et en direction des autres arrondissements le soir).
|       | Service                                                            | Parcours desservi                                |
| ----- | ------------------------------------------------------------------ | ------------------------------------------------ |
| (4)   | Express (omnibus la nuit)                                          | Ligne complète (De 125th Street à Bowling Green) |
| (5)   | Express (sauf la nuit où elle ne circule pas)                      | Ligne complète (De 125th Street à Bowling Green) |
| (6)   | Omnibus                                                            | De 125th Street à Brooklyn Bridge – City Hall.   |
| (<6>) | Omnibus (pendant les heures de pointe dans la direction encombrée) | De 125th Street à Brooklyn Bridge – City Hall.   |